# 지구의 대참사
《지구의 대참사》(Meteor)는 1979년에 개봉된 영화이다.

## 줄거리
우주의 태양계에 한 소행성이 태양의 주위를 운행하다 갑자기 궤도를 바꿔 지구와의 충돌위기에 처한다. 이런 상황은 불가능한 것이아니라 실제 지구에도 1937년에 한 행성이 20만 마일까지 근접했었다. 유성과의 충돌위기에 처한 지구는 홍수, 화산폭발, 산사태, 해일 등의 재난을 방지하기 위해 미.소가 협력해야 하나 서로를 믿지 못한다. 충돌의 시간은 점점 다가오나 위기를 모면하기 위한 협력은 이루어지지 않고 지구인들은 공포에 쌓인다.

## 출연

### 주연
- 숀 코네리
- 나탈리 우드

### 조연
- 칼 말든
- 브라이언 키이스
- 마틴 랜도
- 트레버 하워드
- 리차드 다이사트
- 헨리 폰다
- 조셉 캄파넬라

## 기타
- 미술: 에드워드 C. 카르파그노
- 의상: 알버트 울스키
- 배역: 린 스터마스터